# 天震
天震（Skyquake）是一種從天空發出巨大轟鳴聲的現象，這種聲音可能會顯著地引起建築物或特定區域的振動。那些經歷過天震的人通常無法清楚地解釋是什麼原因導致的，天震被認為是神秘的事物。
世界上有幾個地點曾聽過天震，包括恒河沿岸、喜马偕尔邦的马尔瓦迪村（मरवड़ी/मराड़ी）、美国东海岸和內陸的五指湖、威斯康星州哈德逊市, 爱达荷州中南部的魔术谷、哥伦比亚、加拿大南部，還有北海、日本、台灣、芬兰、澳大利亚、意大利、爱尔兰、印度、荷兰、挪威、阿根廷的火地群島、英国、墨西哥、雅加达和爪哇。

## 假设
天震的起因尚未得到最終確認，目前有以下幾種解釋：
- 日冕物质抛射（CME）通常會產生衝擊波，類似於飛機在地球大氣層中以超音速飛行時發生的情況（音爆）。太陽風相當於音爆，可以將質子加速到每分鐘數百萬英里，高達光速的 40%。
- 流星進入大氣層產生音爆。
- 氣體：
  - 從地球表面的噴口逸出的氣體。
  - 在湖泊的地方，卡在湖底的腐爛植被所產生的沼氣突然噴發出來。這是有可能的，因為在美國發生天震的卡尤加湖和塞内卡湖即為两個又大又深的湖。
  - 石灰石在水下洞穴中分解為揮發性較小的氣體，產生爆炸性釋放。
- 軍用飛機產生音爆（但這個起因無法解釋開始超音速飛行之前的情況）。
- 淺層地震可以產生聲波，而其引起的地面震動卻很小。這種「轟鳴」聲只能在震央周圍的局部區域聽到 [1] [2]
- 水下洞穴坍塌，空氣迅速上升到水面。
- 太陽或地球磁活動所誘發的聲音可能造成共振。 [3]
- 火山噴發
- 天氣
- 雪崩，自然產生或人為引發的雪崩控制。
- 大氣波導（Atmospheric ducting），遠處的雷聲或其他聲音藉由穿過不同的大氣層從遠處傳播過來。[4]